# 歌舞伎町夏洛克
《歌舞伎町夏洛克》，是Production I.G製作的日本電視動畫作品，在2018年8月10日以《歌舞伎町的傢伙》的暫定標題發表，於2019年10月播出。該劇以英國作家阿瑟·柯南·道尔的作品《福尔摩斯探案》為題材，並將原作中的人物和設定日本化。

## 登場人物
夏洛克·福爾摩斯（Sherlock Holmes，配音員：小西克幸）
在偵探長屋以偵探為業而經營的成員之一。頭腦聰穎卻又讓人畏懼的怪人，並用全身的感官來收集情報。有著比常人還要敏銳的味覺。非常喜愛落語。自稱解開謎團的時候為「推理落語」。
約翰·海密許·華生（John H. Watson，配音員：中村悠一）
在西邊的大學醫院擔任監察醫生，是個沒有特殊才能的平凡人，某天國家邊境不穩出事的時候，越過牆壁逃到東邊。並在過上平凡的日子後拜訪偵探長屋，成為夏洛克的委託人。
詹姆斯·莫里亞蒂（James Moriarty，配音員：山下誠一郎）
在偵探長屋來玩的高中生。看到他，這個時候他就是個自大的少年，實際上擁有與夏洛克一樣的推理能力，是與夏洛克很契合的唯一人物。但他也有為了妹妹尋找並採摘四葉幸運草的一面。與歌舞伎町的孩子們結成游擊隊的隊長。
京極冬人（Kyōgoku Fuyuto，配音員：齊藤壯馬）
偵探長屋的一員。在東邊掛著偵探為業的招牌，並到西邊想要成名。當前的目標，是被稱為『開膛手傑克』的連續殺人犯。有潔癖所以常戴手套。對管子貓的常客真紀一見鍾情，但由於只是單相思而沒有進展。
瑪麗‧蒙斯坦（Mary Monestan，配音員：東山奈央）
露西的妹妹。有點男子氣，卻又讓周圍的人目不轉睛的小惡魔。當露西忙不過來時，就會出來幫忙的辣妹，而她也有讓人意外的冷靜在事物上表現積極的一面。是個與露西完全相反的策略類型，但兩人為了生活卻組成合作團隊並以偵探為業。
露西‧蒙斯坦（Lucy Monestan，配音員：東內麻里子）
偵探長屋的一員。與妹妹瑪麗一起組成團隊。看起來很酷，同時也是個很擁有正直個性並富有同情心的人，興趣是看相撲。很喜歡瑪麗，為了瑪麗會連自己有了危險都不顧。在青森的漁師町出身，並在數年前，來到了偵探長屋，是個會思考並身體力行的行動派。
米歇爾‧貝爾蒙特（Michel Belmont，配音員：青山穰）
偵探長屋的一員。東署的原刑警。當時的上司是雷斯垂德探長，因為醜聞的事情而被懲戒解雇，又被妻子拋棄。個性狡猾，靠著與警察人員還有黑道的人脈一起解決事件。嗜好賽艇、小鋼珠還有賭場等賭物的一位超級賭博狂。
小林寅太郎（Kobayashi Toratarō，配音員：橘龍丸）
偵探長屋的一員。在養育他的歌舞伎町的貧民區出身。原本是個黑道混混，有著不苟言笑讓人難以親近的臉，不過實際上是很溫柔的小哥。推理能力很平凡，並利用在地與行動力來經營偵探事業。大小事件的委託都會接受，時常幫管子貓打工掙食物。
哈德遜夫人（Mrs. Hudson，配音員：諏訪部順一）
在歌舞伎町靠臉表演的偵探長屋的男大姊主人(不工作時)。管子貓的老闆娘兼店長。愛情方面的大師，為了歌舞伎町的孩子們也有可愛的一面。擁有美妙的聲音。當管子貓表演時她會獻出她美妙的歌喉。
管子（Pipe）
哈德遜夫人飼養的巨大公布偶貓(工作時)。只是管子貓會到處亂跑，然後以反覆無常又神出鬼沒的個性在歌舞伎町自由的遊走。除了夫人與調酒師以外的人類不會感到懷念外，其他在長屋的偵探們全部都是牠的僕人。

## 工作人員
- 導演：吉村愛
- 系列構成：岸本卓
- 人物設計：矢萩利幸
- 動畫製作：Production I.G

## 主題曲
片頭曲「CAPTURE」
作詞：、作曲：、編曲：、主唱：Ego-Wrappin'
片尾曲「百億光年」
作詞：、作曲：、編曲：、主唱：

## 各話列表
| 集數 | 日文標題 | 中文標題             | 劇本       | 分鏡       | 演出             | 作畫監督                                                                        |
| ---- | -------- | -------------------- | ---------- | ---------- | ---------------- | ------------------------------------------------------------------------------- |
| #01  |          | 初次見面諸位偵探     | 岸本卓     | 吉村愛     | 吉村愛           | 大久保徹、森光恵、山口飛鳥                                                      |
| #02  |          | 請關照注視淚痣隊     | 岸本卓     | 松澤建一   | 松澤建一         | 山口飛鳥、植田實                                                                |
| #03  |          | 王牌、京極冬人的夢想 | 岸本卓     | 横山和基   | 横山和基         | 宮川智恵子、式部美代子 清池奈保、鈴木繪萬、渡邊愛                               |
| #04  |          | 洗澡水基本是熱的     | 池田臨太郎 | 島津裕行   | 小林孝志         |                                                                                 |
| #05  |          | 相撲比賽有搶跑嫌疑   | 宮尾百合香 | 喜多谷充   | 徐惠真           | 小谷杏子、山口飛鳥                                                              |
| #06  |          | 男子漢小林，要行動了 | 木戸雄一郎 | 松澤建一   | 松澤建一         | 清池奈保、式部美代子                                                            |
| #07  |          | 老婆，展望未來       | 木戸雄一郎 | 頂真司     | いとがしんたろー | 森光恵、高橋靖子、福原麻衣 鈴木繪萬、清池奈保 渡邊愛、藤田正幸、杉田まるみ      |
| #08  |          | 請別脫下泳衣         | 木戸雄一郎 | 横山和基   | 横山和基         | 山口飛鳥、河野真貴、福原麻衣                                                    |
| #09  |          | 那個女人的巢穴       | 池田臨太郎 | 米林拓     | 米林拓           | 片桐貴悠、植田實                                                                |
| #10  |          | 緊急招募靈媒師       | 宮尾百合香 | 頂真司     | 朝岡卓矢         | 式部美代子、吉田和香子 鈴木繪萬、もろゆき沙羅                                   |
| #11  |          | 開膛手傑克           | 岸本卓     | 渡邉徹明   | 渡邉徹明         | 清池奈保、小谷杏子 植田實、吉田和香子 青野厚司、栗井重紀                        |
| #12  |          | 打破喵喵             | 宮尾百合香 | 藤田陽一   | いとがしんたろー | 福原麻衣、式部美代子 河野真貴、徳田夢之介 片桐貴悠、佐久間康子 三橋美枝子       |
| #13  |          | 第一個月夜           | 岸本卓     | 頂真司     | 小村方宏治       | 小村方宏治、鈴木繪萬 高橋靖子、森光恵 寿門堂、STUDIO MASSKET                    |
| #14  |          | 取回蜜瓜之心         | 池田臨太郎 | 頂真司     | 小林孝志         | 河野真貴、式部美代子 青野厚司、太田衣美 三橋美枝子                              |
| #15  |          | 那人在何處           | 木戸雄一郎 | 頂真司     | 中西伸彰         | 藤田真弓、金璐浩 永田文宏、細山正樹                                             |
| #16  |          | 米歇爾和蠢少爺       | 宮尾百合香 | 小倉宏文   | いとがしんたろー | 山口飛鳥、片桐貴悠 服部總志、寿門堂                                             |
| #17  |          | 回首過去帳然若失     | 池田臨太郎 | 松澤建一   | 松澤建一         | 清池奈保、三橋美枝子 福原麻衣、徳田夢之介 太田衣美                              |
| #18  |          | 好多動物             | 木戸雄一郎 | 仲澤慎太郎 | 江島泰男         | 清池奈保、鈴木繪萬 服部總志、寿門堂 STUDIO MASSKET、BSP                         |
| #19  |          | 拉開大木偶劇場的幕布 | 宮尾百合香 | 頂真司     | 高田昌豊         | 式部美代子、河野真貴 小谷杏子、三橋美枝子 STUDIO MASSKET、寿門堂                |
| #20  |          | 莫里亞蒂享受         | 岸本卓     | 石川真理子 | 石川真理子       | 石川真理子、清水麻美 竹内由香里、清水麻美 福原麻衣、山口飛鳥 吉井弘幸           |
| #21  |          | 昏死                 | 岸本卓     | 西田正義   | いとがしんたろー | 清池奈保、福原麻衣 式部美代子、飯飼一幸 竹内由香里、清水麻美 三橋美枝子、寿門堂 |
| #22  |          | 講述關於東側菌的話題 | 木戸雄一郎 | 頂真司     | 中西伸彰         | 藤田真弓、金璐浩 永田文宏                                                       |
| #23  |          | 八點全員集合         | 池田臨太郎 | 頂真司     | 加藤大貴         | 津坂美織、清池奈保 森光恵、式部美代子 寿門堂                                    |
| #24  |          | 於歌舞伎町相見吧     | 岸本卓     | 松澤建一   | 松澤建一         | 式部美代子、福原麻衣 藤元美典、徳田夢之介 清水麻美                              |

## 藍光與DVD
| 卷數 | 發售日期      | 收錄話數          | 規格編號   | 規格編號   |
| 卷數 | 發售日期      | 收錄話數          | 藍光版     | DVD版      |
| ---- | ------------- | ----------------- | ---------- | ---------- |
| 1    | 2020年1月24日 | 第1話 ~ 第6話     | ZMAZ-13681 | ZMSZ-13691 |
| 2    | 2020年2月26日 | 第7話 ~ 第12話    | ZMAZ-13682 | ZMSZ-13692 |
| 3    | 2020年5月27日 | 第13話 ~ 第18話   | ZMAZ-13683 | ZMSZ-13693 |
| 4    | 2020年6月24日 | 第19話 ~ 第24話   | ZMAZ-13684 | ZMSZ-13694 |
| OVA  | 2020年8月26日 | EX第1話 ~ EX第6話 | ZMXZ-14151 | ZMBZ-14152 |

## 外部連結
- 電視動畫《歌舞伎町夏洛克》官網 （页面存档备份，存于）（日語）
- 歌舞伎町夏洛克的X（前Twitter）（日語）